# Tornbergets naturreservat
Tornbergets naturreservat ligger i Haninge kommun, Stockholms län. Naturreservatet bildades åt 2010 och omfattar en area om 360 hektar. Intill sydöstra reservatsgränsen ligger Tornbergets topp, länets högsta naturliga punkt (111 meter ö.h.), som gav reservatet sitt namn. Markägare är Haninge kommun.

## Beskrivning

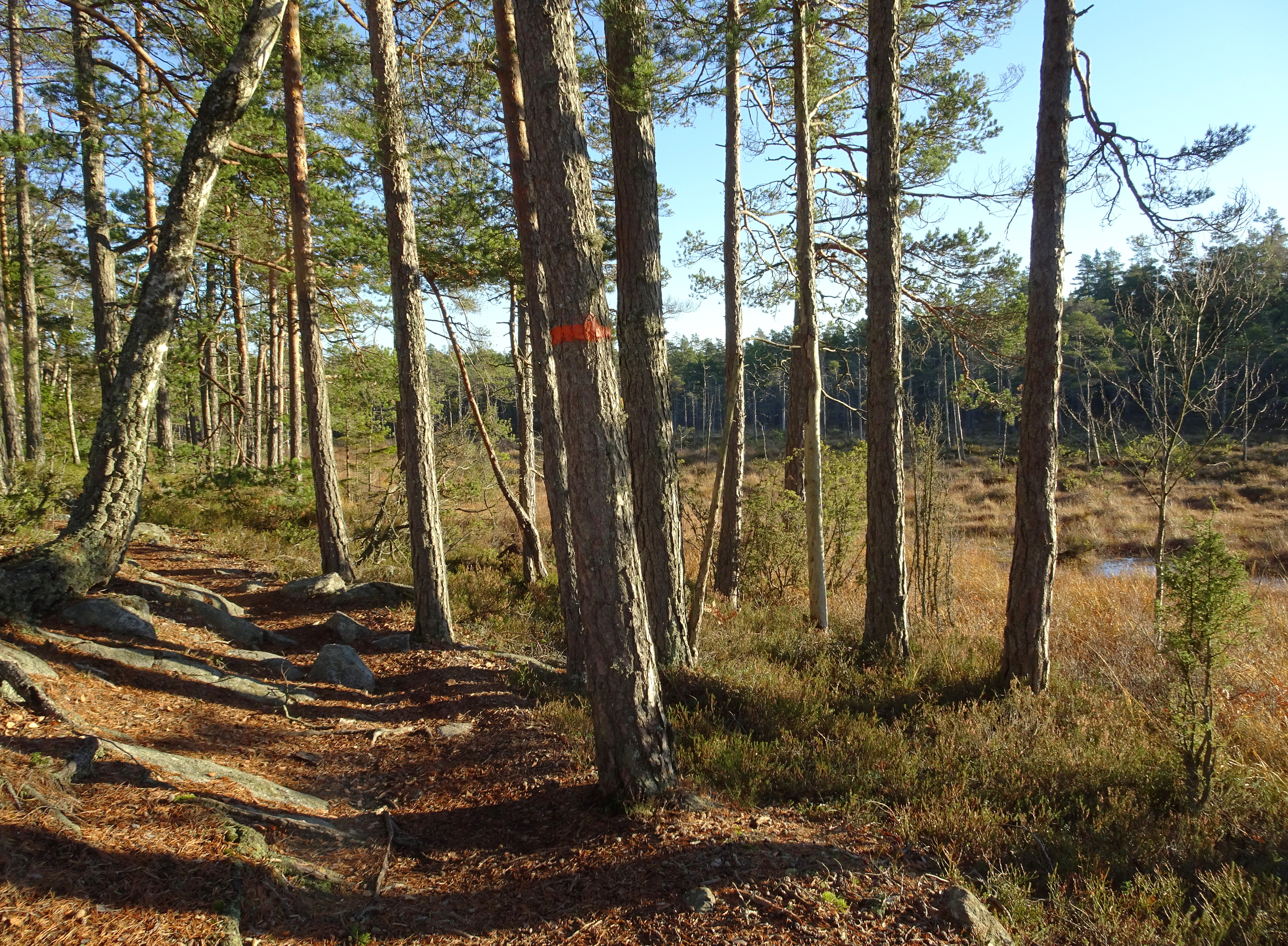
På Sörmlandsleden i reservatet.

Tornbergets naturreservat ingår i fastigheten Ektorp 3:2 som ursprungligen hörde till egendomen Ektorp. Reservat ligger i direkt anslutning söder om Paradisets naturreservat och norr om länsväg 257, som går mellan Tungelsta och Södertälje. Den östra delen av reservatet och vidare in i Paradisets naturreservat är ett Natura 2000-område. Genom reservatet går Sörmlandsleden och en del av den sex kilometer långa Tornbergsslingan.
Naturen domineras av fuktiga mossar och urskogslika hällmarkstallskogar. Många av träden är flera hundra år gamla och en betydande del av skogen är helt opåverkad av modernt skogsbruk. Sammanlagt 56 hektar utgörs av någon form av våtmark. Strax utanför reservatets sydöstra gräns ligger den lilla skogsstjärnen Tornbergssjön.

## Syftet
Syftet med naturreservatet är att bevara ett stort sammanhängande naturskogsområde med hög biologisk mångfald och goda livsbetingelser för skogshöns, särskilt tjäder. Syftet är även att bevara och utveckla de stora värden för friluftslivet som finns i det urskogslika skogsområdet.